# Eagle River (Sandwich Bay)
Der Eagle River (englisch für „Adler-Fluss“) ist ein etwa 270 km langer Fluss im Südosten der Labrador-Halbinsel in der zur kanadischen Provinz Neufundland und Labrador gehörenden Teilprovinz Labrador. Er ist der fünftgrößte Fluss in Labrador.

## Flusslauf
Der Eagle River entspringt in den Mealy Mountains, südöstlich des Lake Melville, auf einer Höhe von 720 m. Er fließt anfangs 70 km in südsüdwestlicher Richtung und wendet sich anschließend nach Süden. Er durchfließt den See Iatuekupau in südlicher Richtung. Bei Flusskilometer 135 mündet der  Nekanakau-shipu, der 22 km lange Abfluss des Sees Nekanakau, von Südwesten kommend in den Fluss. Der oberstrom gelegene Abschnitt des Eagle River trägt auch die Bezeichnung Iatuekupau-shipu. Der unterstrom gelegene Abschnitt hat den inoffiziellen Alternativnamen Nutapinuaniu-shipu. Der Eagle River fließt unterhalb der Einmündung des Nekanakau-shipu 40 km in Richtung Ostnordost. Bei Flusskilometer 102 mündet ein größerer namenloser Fluss von Süden kommend in den Eagle River. Dieser fließt auf seiner restlichen Strecke nach Nordosten und mündet schließlich in die Sandwich Bay, einer tiefen Bucht an der Ostküste von Labrador.

## Hydrologie
Der Eagle River entwässert ein Areal von 10.824 km². Der mittlere Abfluss an der Mündung beträgt 254 m³/s. Der Fluss führt während der Schneeschmelze im Spätfrühjahr die größten Wassermengen. Die abflussstärksten Monate sind Mai und Juni mit im Mittel 788 bzw. 762 m³/s.

## Flussfauna
Der Fluss gilt als eines der wichtigsten Laichgebiete des Atlantischen Lachses in Nordamerika. Ein nahe der Mündung gelegener Wasserfall stellt kein besonderes Hindernis für Wanderfische dar. Unterhalb des Wasserfalls befindet sich ein beliebter Angelstandort mit mehreren Camps. Neben dem Atlantischen Lachs kommen noch anadrome und nicht-anadrome Bachsaiblinge, die Saugkarpfen-Arten Catostomus commersonii (white sucker) und Catostomus catostomus (longnose sucker) sowie Hecht vor. Ferner werden noch folgende Arten im Fluss vermutet: Dreistachliger und Neunstachliger Stichling, Amerikanischer Aal und Arktischer Stint.